# Gregg Hurwitz
Gregg Andrew Hurwitz (* 10. August 1973 in San Francisco) ist ein US-amerikanischer Schriftsteller von Kriminalromanen und Comics.

## Biografie
Gregg Hurwitz ist ein international bekannter Bestsellerautor. Seine Bücher wurden mehrfach ausgezeichnet und in sechzehn Sprachen übersetzt.
Er hat Drehbücher für Jerry Bruckheimer, die Paramount Studios, MGM und ESPN geschrieben. Er entwickelte Fernsehserien für Warner Bros. und Lakeshore, schrieb Wolverine, Punisher und Foolkiller für Marvel, und veröffentlichte zahlreiche wissenschaftliche Artikel über William Shakespeare. Er hat Fiction Writing an der Universität von Südkalifornien (Fachbereich Englisch) gelehrt und hält Vorträge in Harvard, in den  Vereinigten Staaten und der ganzen Welt.
2017 war er als Drehbuchautor an dem Film The Book of Henry beteiligt.
Hurwitz wuchs in der San Francisco Bay Area auf. Er erwarb einen Bachelor of Arts in Harvard (1995) und einen Master am Trinity College der Universität Oxford (1996). Hurwitz lebt derzeit in Los Angeles.

## Bibliographie

### Romane

#### Ins Deutsche übersetzt
(In Klammern sind jeweils Titel und Erscheinungsjahr der englischsprachigen Originalfassung angegeben.)
Tim Rackley-Reihe
- Die Scharfrichter (The Kill Clause, 2003)
- Die Sekte (The Program, 2004)
- Die Meute (Troubleshooter, 2005)
- Der Ausbrecher (Last Shot, 2006)

Orphan X Reihe mit Evan Smoak
- Orphan X. HarperCollins, Hamburg 2016, ISBN 978-3-95967-024-1 (Orphan X, 2016)
- Projekt Orphan. HarperCollins, Hamburg 2017, ISBN 978-3-95967-108-8 (The Nowhere Man, 2017)
- Rache der Orphans. HarperCollins, Hamburg 2018, ISBN 978-3-95967-780-6 (Hellbent, 2018)
- Die Spur der Orphans. HarperCollins, Hamburg, 2019, ISBN 978-3-95967-371-6 (Out of the Dark, 2019)
- Das Vermächtnis der Orphans. HarperCollins, Hamburg, 2021, ISBN 978-3749902187 (Into the Fire, 2020)
- Der verlorene Sohn. Ein Orphan X Thriller. Ronin-Verlag, Erlangen 2023, ISBN 978-3-96154-475-2 (Prodigal Son, 2021)
- Dark Horse. Der Außenseiter. Ein Orphan X Thriller. Ronin-Verlag, Erlangen 2023, ISBN 978-3-96154-477-6 (Dark Horse, 2022)
- Der letzte Orphan. Ein Orphan X Thriller. Ronin-Verlag, Erlangen 2025, ISBN 978-3-98955-559-4 (The Last Orphan, 2023)
- Lone Wolf, 2024 (englisch)
- Nemesis, 2025 (englisch)

Weitere Bücher
- Blackout (The Crime Writer, 2007)
- Tödlicher Fehler (Trust No One, 2009)
- Oder sie stirbt (Or She Dies, 2009)
- Flieh um dein Leben (You’re Next, 2011)

#### Nicht in deutscher Sprache erschienen
- The Tower (1999)
- Minutes to Burn (2001)
- Do No Harm (2002)
- The Survivor (2012)
- Tell No Lies (2013)
- Don’t Look Back (2014)

### Comics
- The Punisher MAX
- Foolkiller MAX
- Wolverine
- The Vengance of Moon Knight
- Batman: The Dark Knight #10–29, 0, Annual #1, 2012–2014
- Detective Comics #0, 27, 2012–2014
- Penguin: Pain and Prejudice #1–5, 2011–2012